# (115449) Robson
(115449) Robson est un astéroïde de la ceinture principale.

## Description
(115449) Robson est un astéroïde de la ceinture principale. Il fut découvert le 14 octobre 2003 à New Milford par John J. McCarthy. Il présente une orbite caractérisée par un demi-grand axe de 2,74 UA, une excentricité de 0,12 et une inclinaison de 5,0° par rapport à l'écliptique.

## Compléments